# Daidō Moriyama

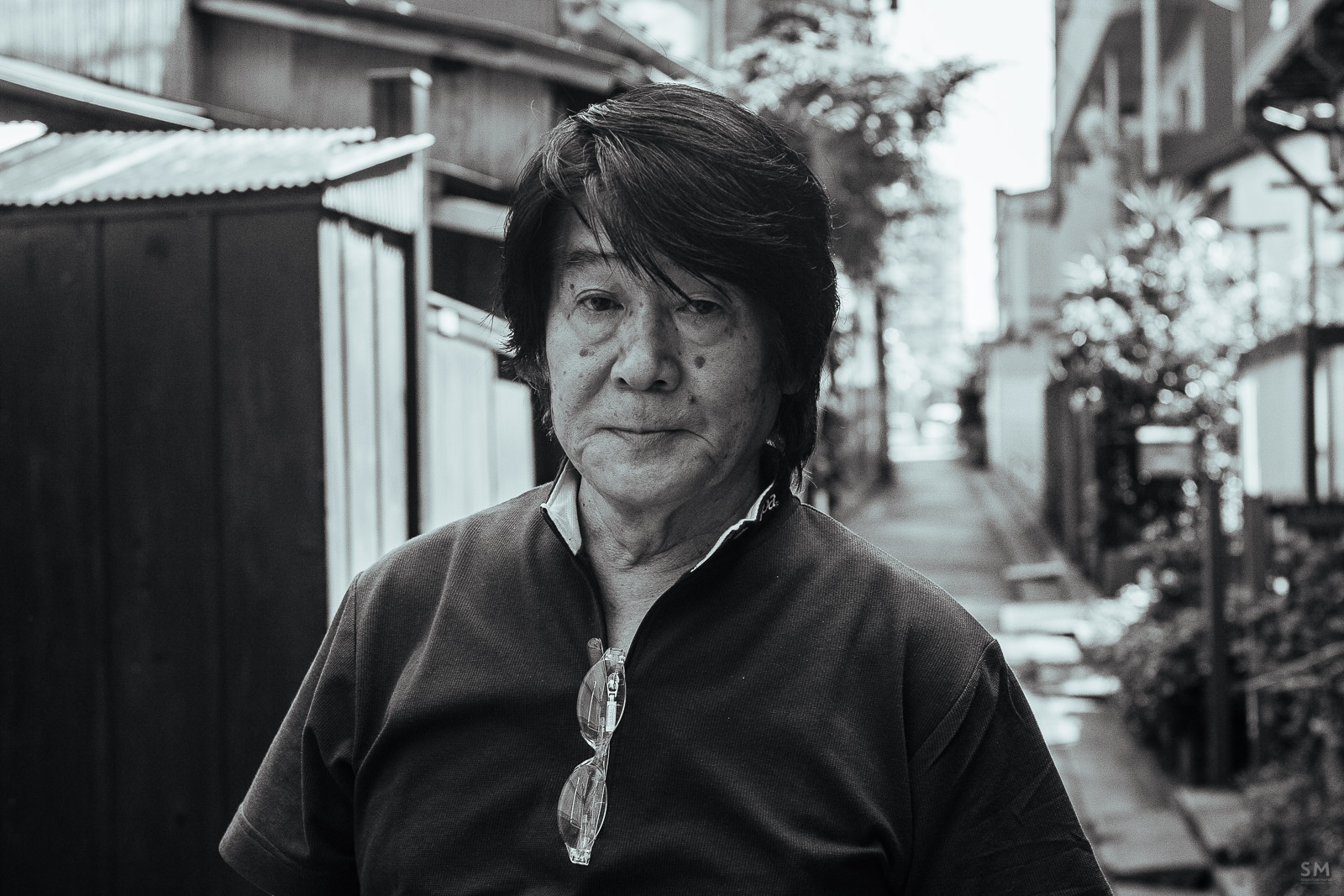
Daidō Moriyama in 2010

Daidō Moriyama (Japans:森山 大道,  Moriyama Daidō) (Ikeda, 10 oktober 1938) is een Japans fotograaf die de afbraak van traditionele waarden in het naoorlogse Japan als thema neemt voor zijn werk.
Moriyama's zwart-witfoto's zijn vaak erg contrastrijk en korrelig, en zijn genomen in de wijk Shinjuku in Tokio, vaak vanuit vreemde hoeken.